# Edegem
Edegem è un comune belga di 21 616 abitanti nelle Fiandre (Provincia di Anversa).